# Praecomotia minimella
Praecomotia minimella är en fjärilsart som beskrevs av Hans Georg Amsel 1954. Praecomotia minimella ingår i släktet Praecomotia och familjen mott. Inga underarter finns listade i Catalogue of Life.